# Babarczy Imre (alispán)
Babarczi Babarczy Imre (Szeged, 1773. november 6. – Hódmezővásárhely, 1840. november 13.) alispán, helytartósági tanácsos, színműíró, műfordító. Babarczy Imre altábornagy apja.

## Élete és munkássága
1810 és 1815 között Csongrád vármegye alispánja és országgyűlési követe volt. A magyar színjátszás kezdetén több idegen színművet fordított magyar nyelvre. Egy darabját (Férjek ritka orvoslása, vígjáték három felvonásban Joseph Weissenthurm darabja) 1807. október 14-én adták először Pesten, azután még 1810-ben, 1811-ben, 1814-ben ugyanott és Máramarosszigeten 1833. december 31-én.